# Let the River Run
«Let the River Run» (с англ. — «Пусть течёт река») — песня, написанная и исполненная американской певицей Карли Саймон для фильма «Деловая девушка» (1988). Она также вошла в саундтрек картины.
Песня была удостоена премий «Оскар», «Золотой глобус» и «Грэмми», тем самым сделав Саймон первым и одним из двух музыкантов (помимо Брюса Спрингстина за «Streets of Philadelphia»), выигравшим все три награды за песню, написанную артистом сольно. Она достигла 49-й позиции в чарте Billboard Hot 100 и позже была включена в ряд сборников певицы.

## Чарты
| Чарт (1989)                        | Наивысшая позиция |
| ---------------------------------- | ----------------- |
| Австралия (ARIA)                   | 91                |
| Великобритания (UK Singles Chart)  | 79                |
| США (Billboard Hot 100)            | 49                |
| США (Billboard Adult Contemporary) | 11                |